# Andinosaura oculata
Andinosaura oculata — вид ящірок родини гімнофтальмових (Gymnophthalmidae). Ендемік Еквадору.

## Поширення і екологія
Andinosaura oculata мешкають на західних схилах Еквадорських Анд, в провінціях Пічинча, Котопахі і Санто-Домінго-де-лос-Тсачилас. Вони живуть у вологих гірських тропічних лісах і хмарних лісах. Зустрічаються на висоті від 881 до 2855 м над рівнем моря.

## Збереження
МСОП класифікує цей вид як такий, що перебуває під загрозою зникнення. Andinosaura oculata загрожує знищення природного середовища.